# Hatto II
Hatto II, död 970, var en tysk ärkebiskop.
Hatto var ärkebiskop av Mainz 968–970 och understödde kungamakten gentemot upproriska stormän. Sagan om råttornet i Bingen har knutits till Hatto II, liksom till hans företrädare Hatto I.